# Psychotria pallens
Psychotria pallens là một loài thực vật có hoa trong họ Thiến thảo. Loài này được Gardner miêu tả khoa học đầu tiên năm 1845.